# 북한 폭격
북한 폭격(北韓 爆擊)은 6.25 전쟁 당시 유엔 사령부가 북한 지역에 가한 폭격을 일컫는다. 1950년 7월부터 시작된 이 폭격은 1953년 7월 27일 정전협정이 체결될 때까지 이어졌다. 이 작전은 1947년 미국 육군 항공대에서 독립한 미국 공군이 처음으로 수행한 폭격 작전이었다. 이 작전 동안 네이팜탄, 소이탄과 같은 재래식 무기들이 북한 도시의 거의 대부분을 파괴했다. 초기에는 정밀 타격 방식으로 북한에 대한 폭격이 이루었지만, 이후에는 완전소개작전으로 변경되었다.